# Metaphalangium tuberculatum
Metaphalangium tuberculatum is een hooiwagen uit de familie echte hooiwagens (Phalangiidae).